# Bucraniu

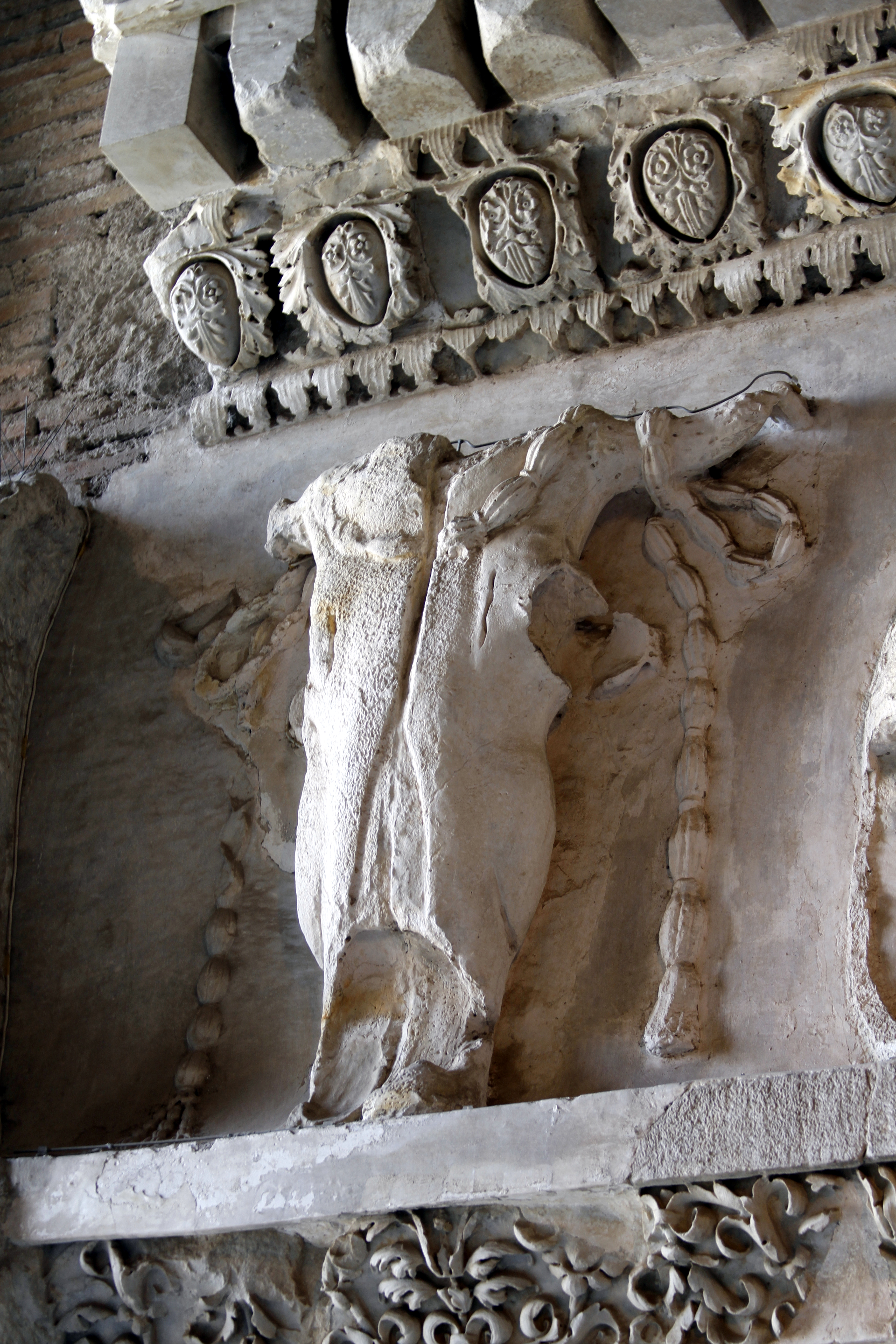
Bucraniu pe friza Templului lui Vespasian și Titus din Roma

Bucraniul (plural bucranii; din greacă βουκράνιον, referindu-se la craniul unui taur) este un motiv ornamental care reprezintă un cap de bou împodobit cu ghirlande de flori, panglici etc., folosit în mod obișnuit în arhitectura antichității și a Renașterii.  Reprezentările plastice ale capetelor de bovine sunt frontale, mai mult sau mai puțin stilizate, înfățișând fie forma lor vie, fie cea descărnată (cranii). Se consideră că utilizarea bucraniilor își are originea în practica expunerii pe pereții sanctuarelor a capetelor boilor jertfiți, o practică atestată în situl neolitic Çatalhöyük din estul Anatoliei, unde craniile de bovine erau acoperite cu ipsos alb.

## Etimologie și sferă de aplicare
Cuvântul „bucraniu” (franceză bucrane, latină bucranium) provine din limba greacă veche: βουκράνιον / boukranion – fiind compus din βοῦς / bous („bou”) și κρανίον / kranion („craniu, țeastă”) – și înseamnă literalmente „craniu de bou”. Analog, grecescul αἰγικράνιον / aigikranion (latină aegicranium) desemnează un „craniu de capră sau țap”, folosit de asemenea ca element decorativ în arhitectură.
Termenul tehnic de „bucraniu” a fost utilizat inițial în descrierea arhitecturii clasice. Aplicarea sa la sfera arheologiei preistorice este relativ recentă și se datorează îndeosebi lucrărilor arheologului britanic James Mellaart dedicate sitului neolitic de la Çatalhöyük. În 1977 Glyn Daniel a consacrat acest sens nou al termenului, introducându-l în Enciclopedia ilustrată a arheologiei.
Prin extensie, termenul este folosit în unele lucrări pentru a desemna orice reprezentări ale capetelor de bovine sau ale unor părți caracteristice ale acestora (coarne), de orice dimensiuni (monumentale, în proporții naturale, miniaturale), realizate prin orice tehnică (pictate, gravate, sculptate, modelate) și confecționate din orice material (oase, argilă, ceramică, piatră, metale, lemn), cu orice funcție utilitară, inclusiv simboluri și semne grafice, fie de sine stătătoare, fie incluse în alte obiecte sau ansambluri mai mari.

## Preistorie

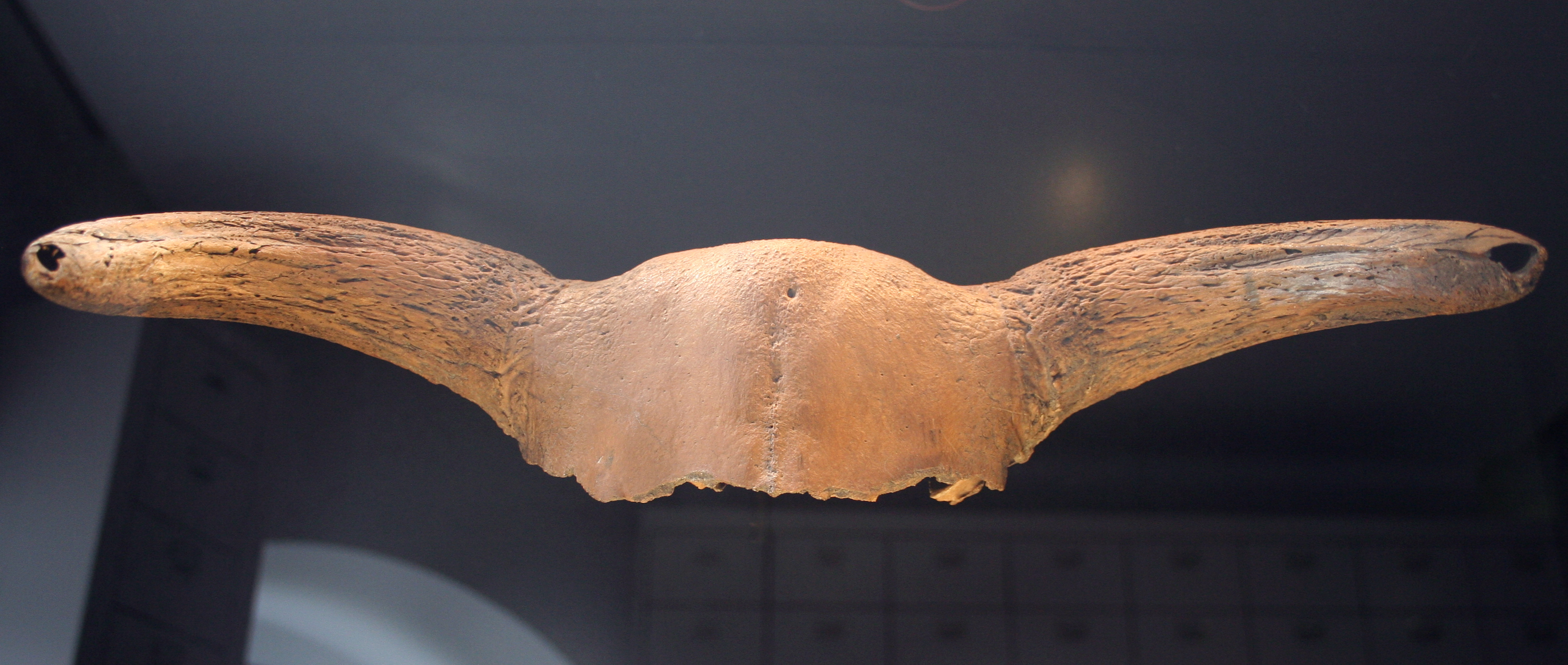
Bucraniu de la Erdwerk Heilbronn-Klingenberg (cultura Michelsberger, 4400–3500 î.Hr.) expus la Landesmuseum Württemberg din Stuttgart

Utilizarea bucraniilor își are originea în culturile preistorice, în care ele îndeplineau probabil funcții magice și religioase. Cranii de bovine sunt prezente în unele morminte încă din paleoliticul superior. Astfel, la  Saint-Germain-la-Rivière (Franța) a fost descoperit un schelet uman acoperit cu dale de piatră, însoțit de un bucraniu și coarne ramificate, datând din această perioadă.  Pentru paleoantropologul belgian Marcel Otte, această asociere are o valoare simbolică, craniul animalului reprezentând „forța naturală”, depășită de „spirit”, într-o relație care urma să se mențină de-a lungul întregii istorii a omenirii: „Suport preferențial al transferului magic, de la forța naturală la jocurile simbolurilor, bucraniul traversează toate timpurile, nu atât datorită inerției istorice, cât mai ales convergenței metafizice”.
În epoca neolitică, odată cu apariția agriculturii și sedentarizarea populațiilor, craniile de bovine au început să fie asociate cu construcțiile din cadrul așezărilor umane permanente. O dovadă convingătoare a utilizării acestora ca ornament constructiv o oferă așezarea de la Arbon-Bleiche (Elveția), aparținând culturii Pfyn din neoliticul mijlociu. Un total de 22 de oase frontale cu coarne au fost descoperite acolo, restul craniului fiind îndepărtat cu un instrument contondent. Dintre animale, 14 reprezintă bovine, șase caprine, un bizon și un bour {Bos primigenius). Aceste cranii parțiale au fost găsite lângă pereții caselor, locuințele putând fi prevăzute cu până la patru cranii.

## Arhitectură clasică

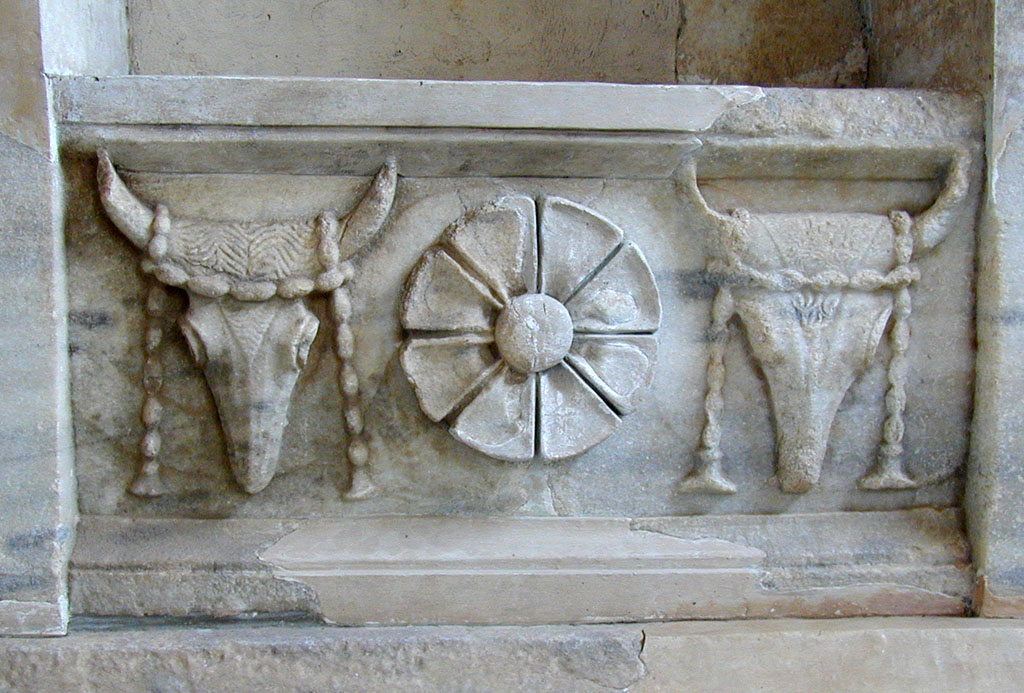
Bucranii de pe Rotonda lui Arsinoe din Sanctuarul Marilor Zei din Samothrace

Ocazional, bucraniul apare deja în inventarul elementelor decorative ale artei preclasice, mai ales ca indiciu al sacrificiului ritual al boilor, dar a devenit un motiv de sine stătător abia în secolul al III-lea î.Hr. Bucraniul cu ghirlande este considerat a fi o invenție de la începutul epocii elenistice. În arta elenistică și romană pot fi distinse trei tipuri diferite ale acestui motiv: capul de bou reprezentat în întregime, craniul acoperit doar de piele (fără reprezentarea ochilor și a gurii), respectiv craniul scheletic complet descărnat.
În Roma antică, bucraniile erau frecvent folosite ca metope între triglifele de pe frizele templelor proiectate în ordinul doric. De asemenea, au fost folosite în decor basoreliefate sau pictate ca să împodobească altare de marmură, de multe ori drapate sau decorate cu festoane de fructe sau flori, dintre care multe au supraviețuit.
Un ordin doric bogat și festiv a fost folosit la Bazilica Aemilia din Forumul Roman; lui Giuliano da Sangallo i s-a părut suficient astfel încât să realizeze un desen, circa 1520, reconstituind fațada (Codex Vaticano Barberiniano Latino 4424); alternanța vaselor de libație superficială numite patere ( în limba latină, paterae ) cu bucranii în metope a întărit tema sacrificiului solemn.
În timp ce prezența bucraniului a fost de obicei folosită cu ordinul doric, romanii nu au fost stricți în această privință. Într-o frescă din secolul I din Boscoreale, protejată de erupția Vezuviului și acum expusă în Muzeul Metropolitan de Artă, bucranii și ciste mistice atârnă pe panglici de cuiere care susțin festoane, evocând un fast fericit. La Templul Vestei din Tivoli, proiectat folosind ordinul corintic, motivele interpretate de arhitectul Andrea Palladio ca bucranii în formă de cranii convenționale care împodobesc friza, sunt de fapt capete de boi cu ochi. În mod asemănător, Templul lui Portunus din Roma, proiectat folosind ordinul ionic, are bucranii în friza sa.
În anii următori, motivul a fost folosit pentru înfrumusețarea clădirilor renascentiste, baroce și neoclasice. Bucraniile cu festoane sunt un motiv folosit repetitiv la stucaturile fine ale scării din secolul al XVIII-lea din The Vyne (Hampshire), în interiorul Panteonului din Stourhead (Wiltshire) și la Abația Lacock (Wiltshire).

## Prezența motivului în România

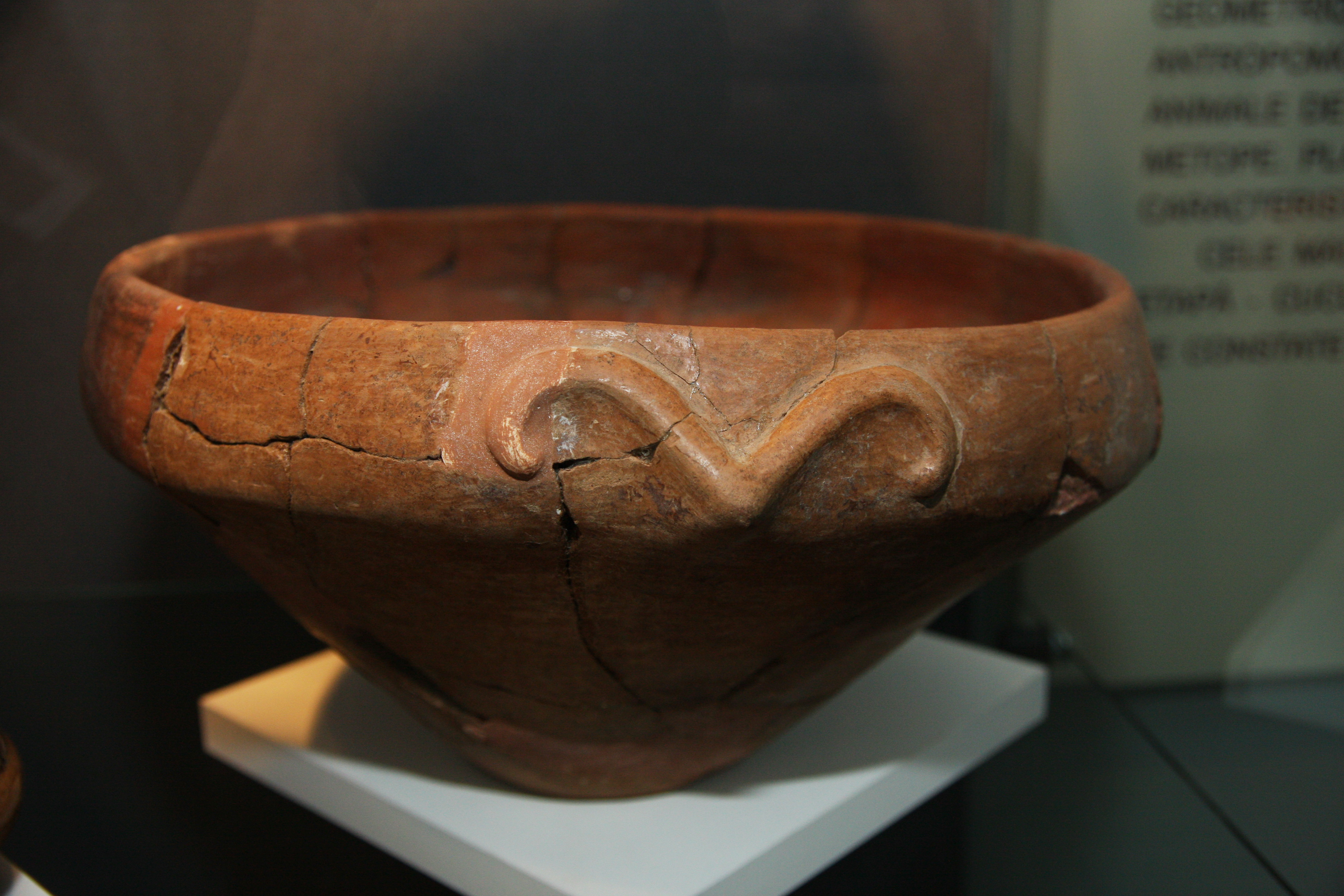
Simbolul taurului în cultura Cucuteni

Cranii de cerb folosite ca ornamente arhitecturale, mai ales în interiorul locuințelor, au fost descoperite în situl arheologic de la Uivar, aparținând culturii Vinča din neoliticul mijlociu. În sanctuarul neolitic de la Parța (sfârșitul mileniului al VI-lea î.Hr.) au fost descoperite în total trei bucranii fragmentare. Primul, realizat în întregime din lut, a fost interpretat drept parte a unei statui monumentale duble înfățișând  un personaj feminin și un altul masculin, cu cap de taur. Celelalte două bucranii, conținând oase supramodelate cu argilă, erau decorate cu benzi incizate și pictate cu roșu și galben. Se consideră că ele erau plasate pe coloane și străjuiau intrarea în „sanctuar”.
Protome (busturi) de bovine decorează toartele vaselor neolitice de tip Cucuteni B descoperite la Podei - Târgu Ocna. Următoarele motive au fost descoperite la Craiova, făcute de această dată din argint, ele aparținând artei traco-getice. Bucraniile și-au generalizat prezența pe unele monumente elenistice de la Tomis și Histria. Mai rar apar în România pe edificii din epoca romană și și atunci doar ca elemente decorative secundare, mai ales în motivul funerar al leului cu bucranii în ghiare.

## Galerie

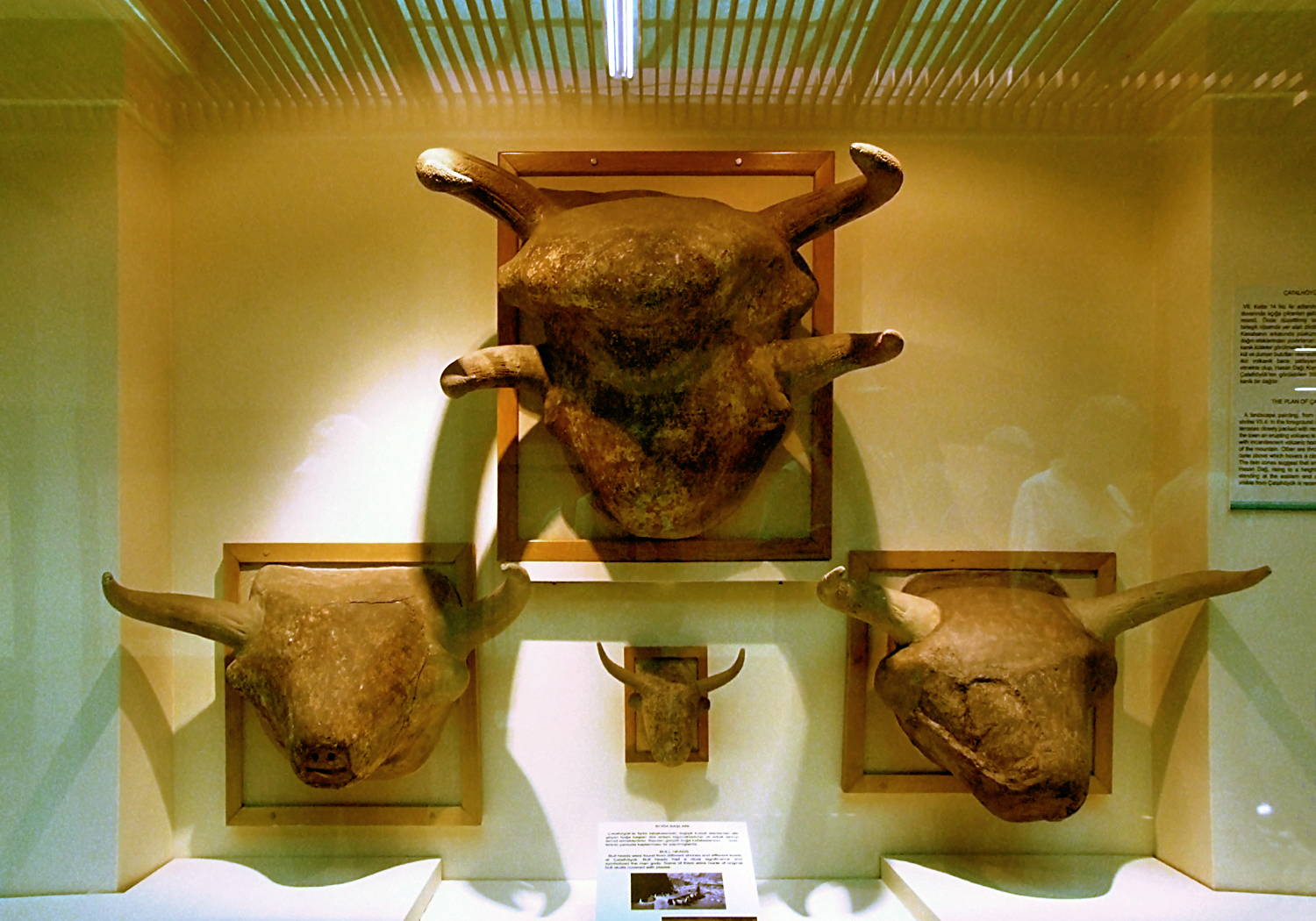
Bucranii neolitice de la Çatalhöyük (Turcia), în Muzeul Civilizațiilor Anatoliene din Ankara (Turcia)
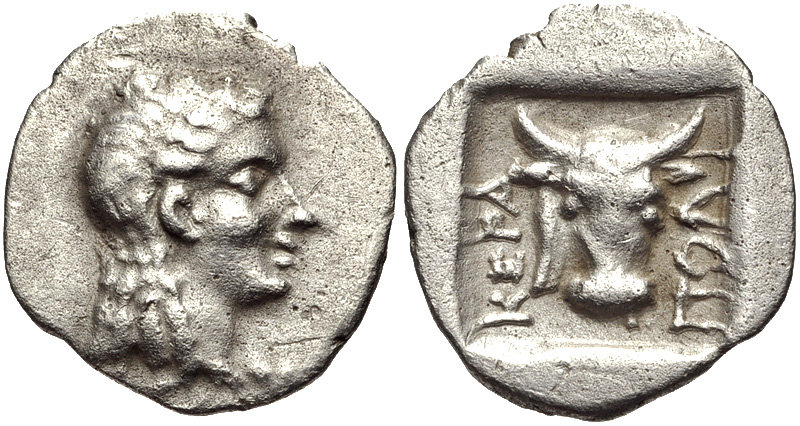
Obol din Ceramus. Moneda înfățișează capul zeului Apollo și un bucraniu, 2 î.Hr.
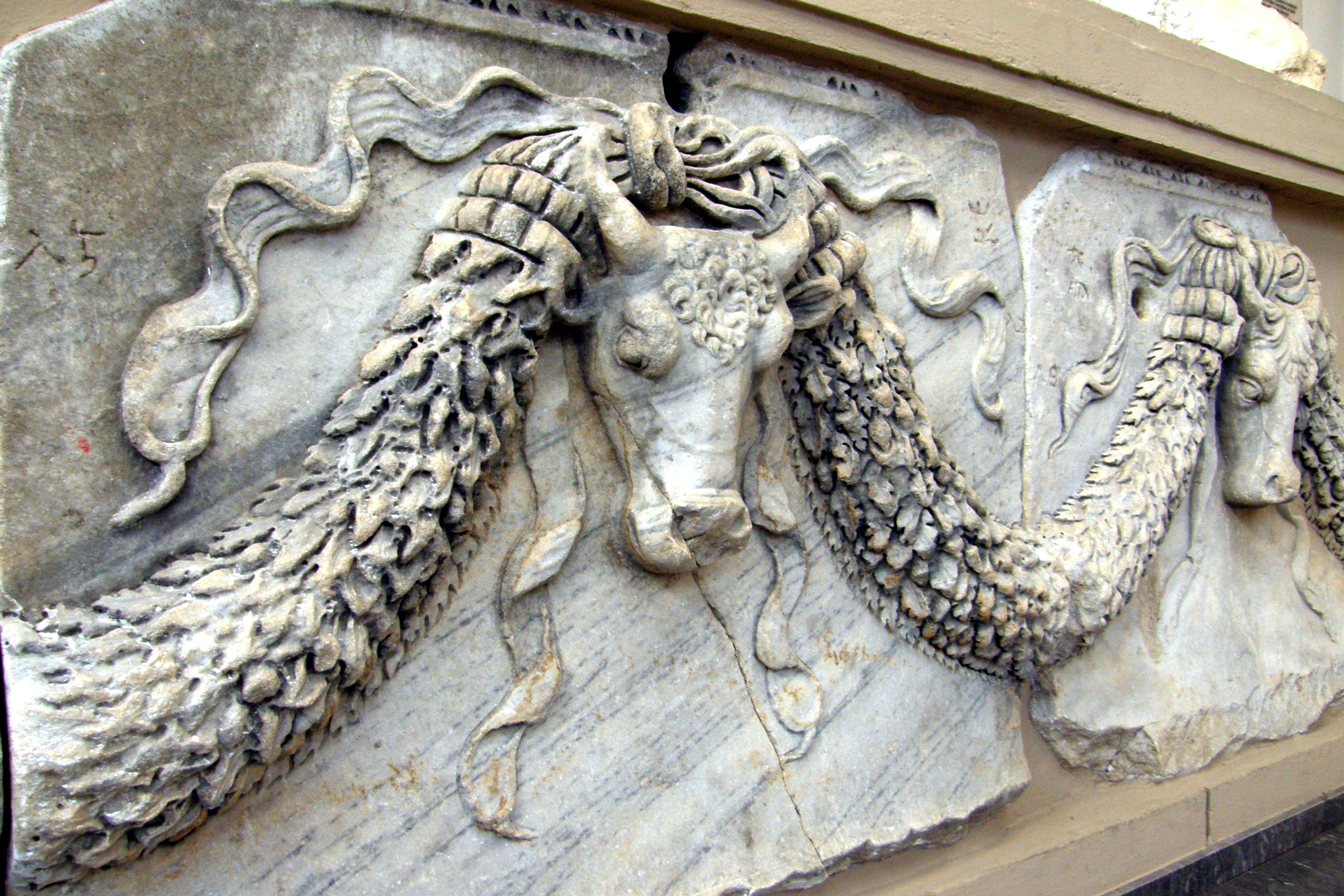
Friză cu festoane și bucranii, în Muzeul Arheologic din Efes (Selçuk, Turcia)
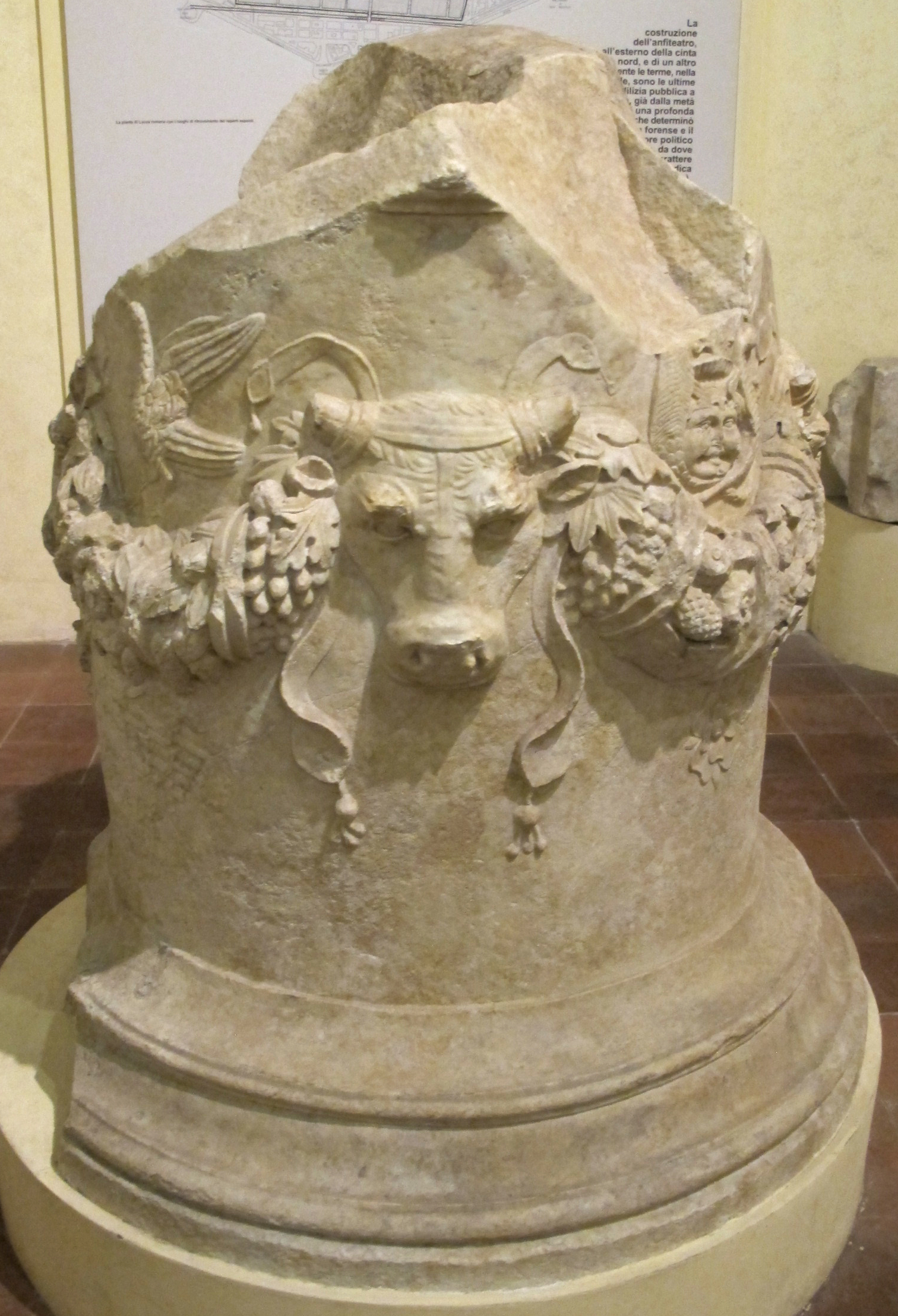
Bucraniu cu festoane pe un altar roman, circa 30-0 î.Hr.
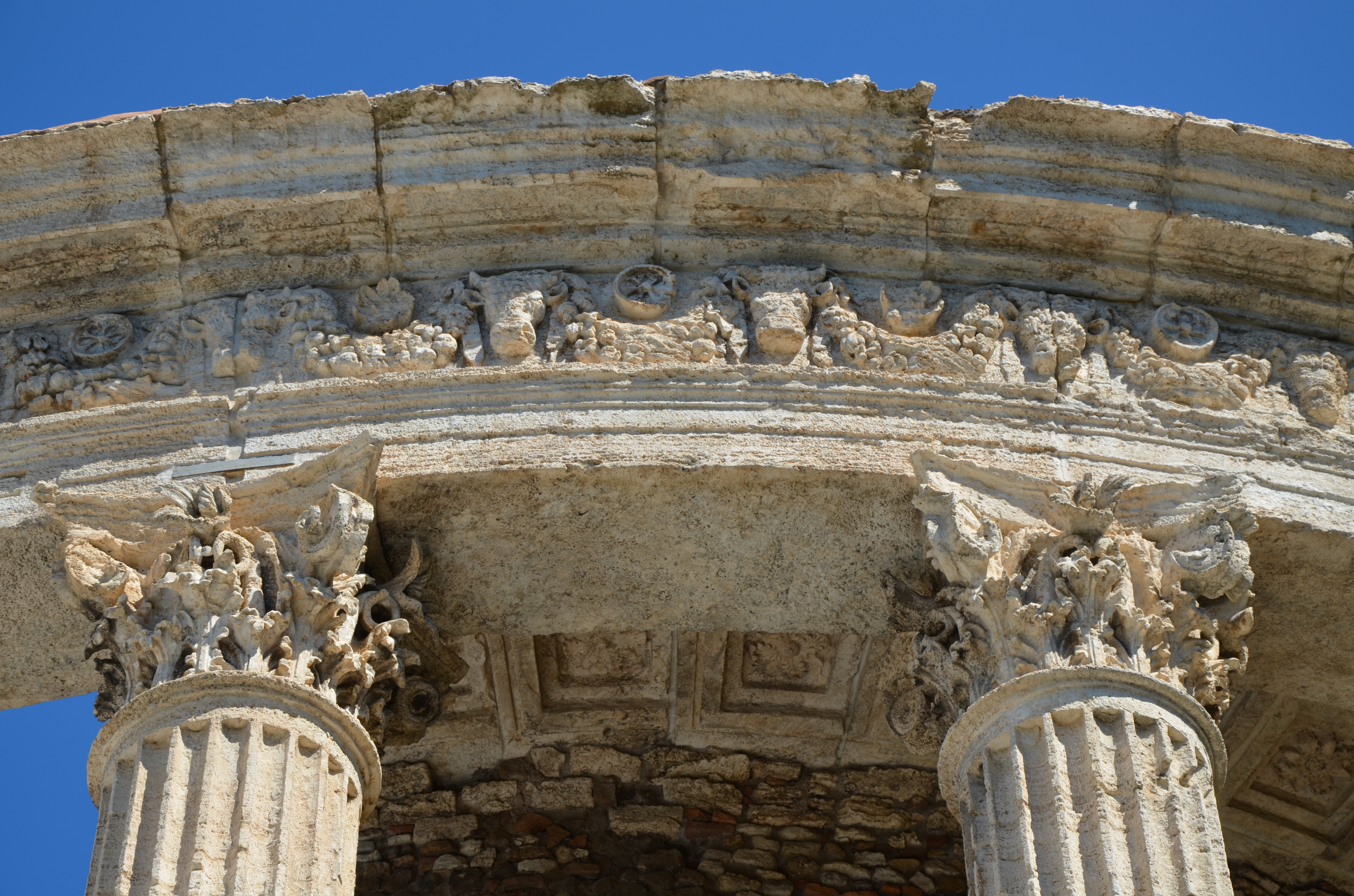
Bucranii cu festoane decorând Temple Vestei din Tivoli (Italia)
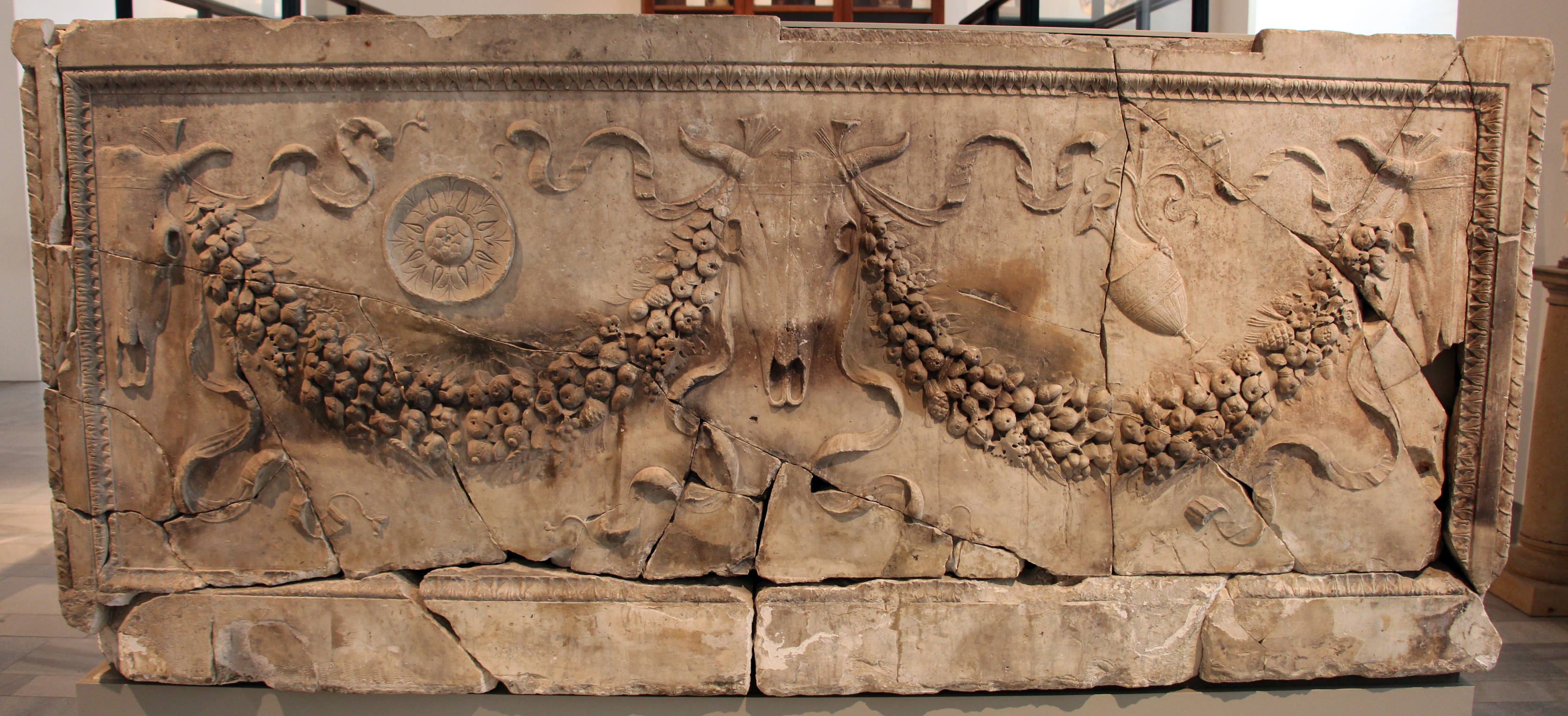
Sarcofagul Caffarelli, decorat cu bucranii și festoane, în Muzeul Altes (Berlin)
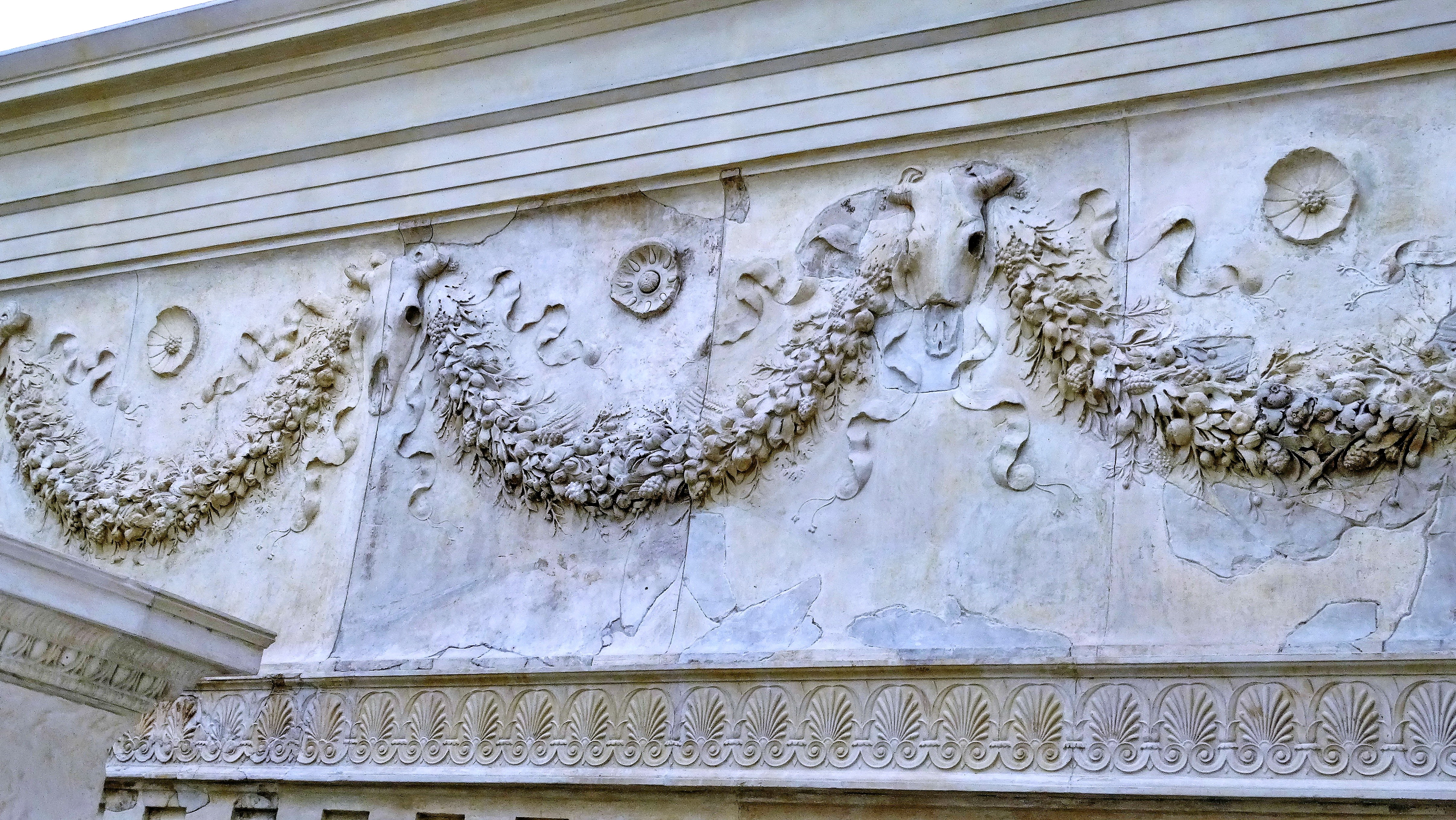
Relief cu bucranii cu festoane și panglici, în altarul Ara Pacis din Roma
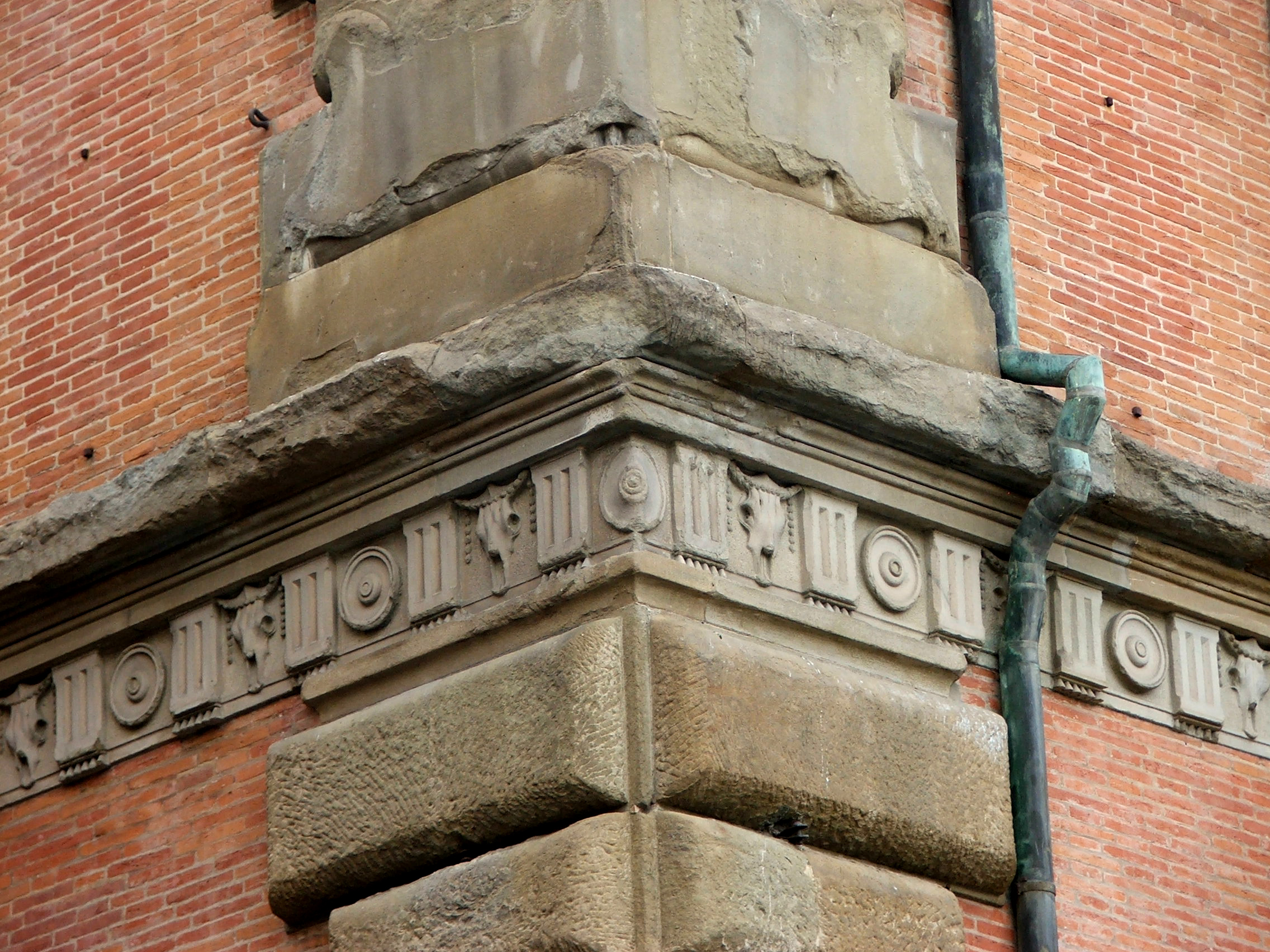
Bucranii pe o friză dorică a Palatului Budini Gattai din Florența (Italia)
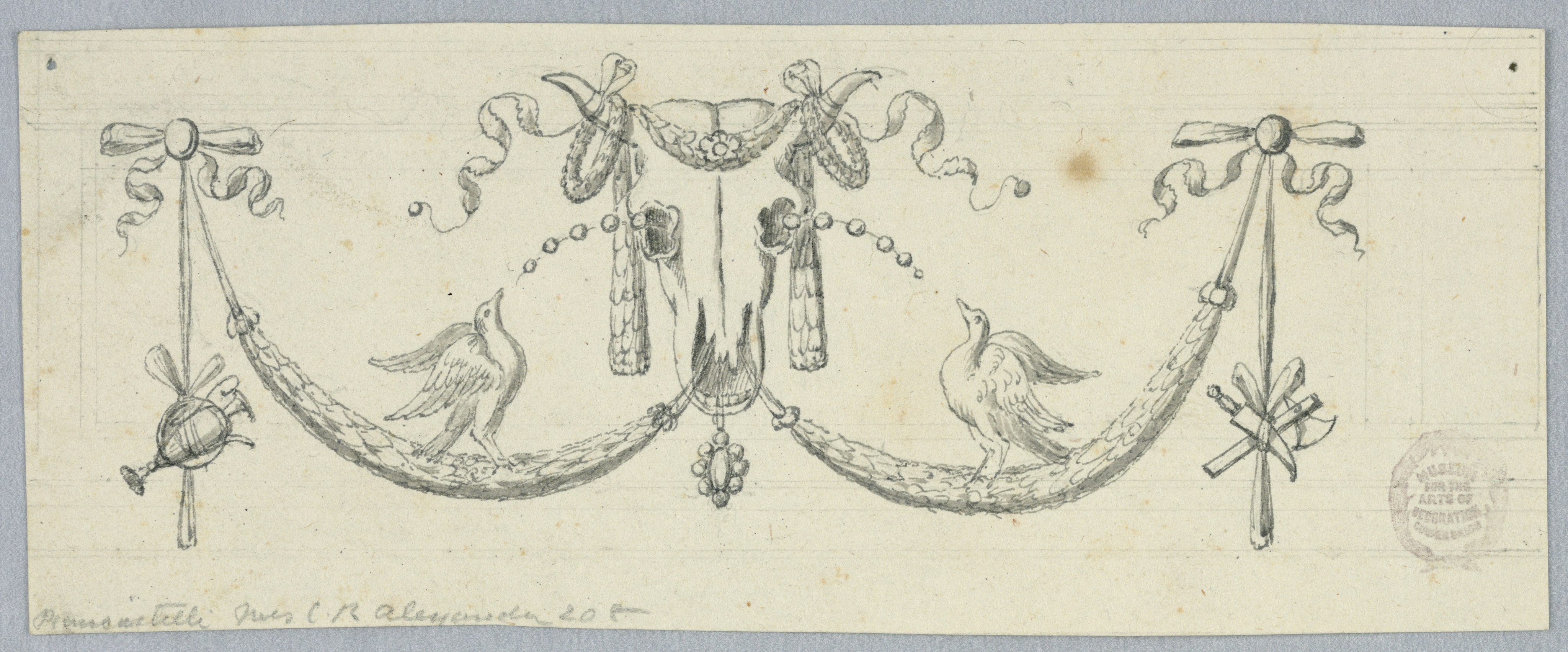
Design pentru o friză neoclasică, 1820–1830, în Cooper Hewitt, Smithsonian Design Museum (New York City)
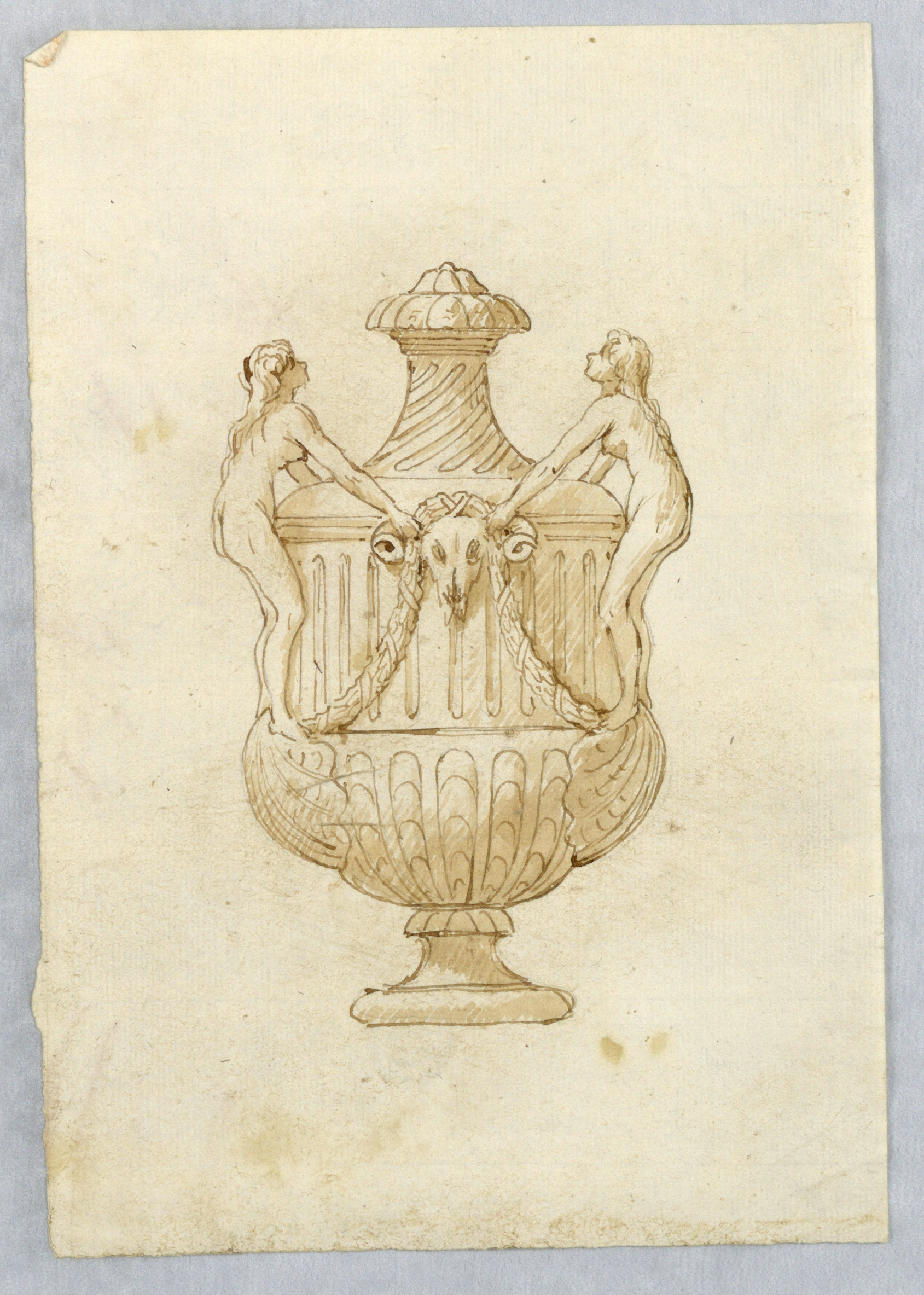
Design pentru un vas cu un bucraniu, secolul al XIX-lea, în Cooper Hewitt, Smithsonian Design Museum
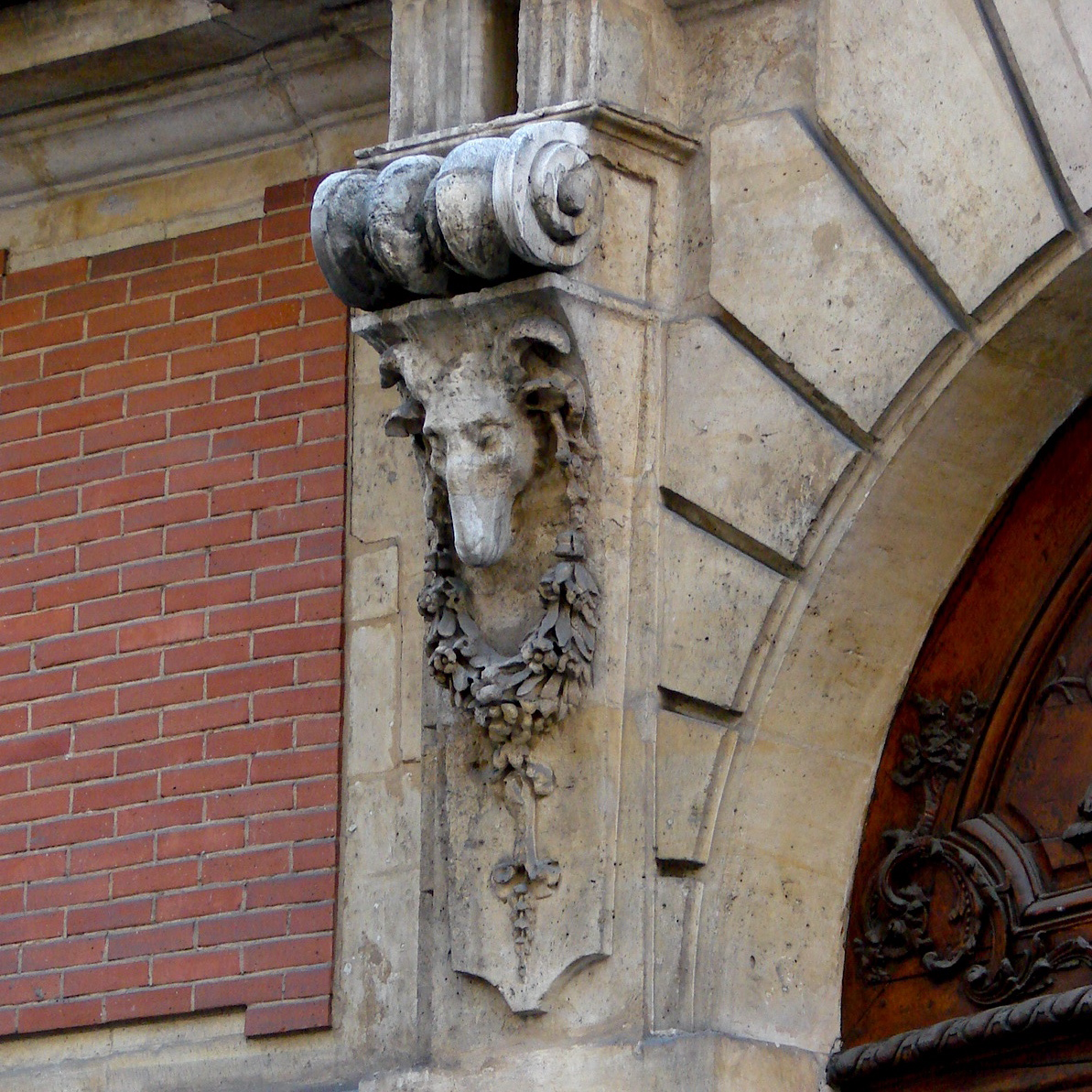
Bucraniu cu un festoon pe o consolă a Hôtelului d'Almeyras (Paris)